# UPM-Kymmene
UPM-Kymmene Oyj NASDAQ OMX: UPM1V er en finsk skovindustrikoncern. UPM-Kymmene blev skabt ved en fusion mellem Kymmene Corporation og Repola Oy med datterselskabet United Paper Mills Ltd i 1996.
UPM består af seks forretningsenheder: UPM Fibres, UPM Energy, UPM Raflatac, UPM Specialty Papers, UPM Communication Papers og UPM Plywood. De har ca. 17.000 ansatte i 12 lande.